# Покровське сільське поселення (Бікінський район)
Покро́вське сільське поселення (рос. Покровское сельское поселение) — сільське поселення у складі Бікінського району Хабаровського краю Росії.
Адміністративний центр та єдиний населений пункт — село Покровка.

## Населення
Населення сільського поселення становить 203 особи (2019; 224 у 2010, 315 у 2002).